# Булерд (Тексас)
Булерд (енгл. Bullard) град је у америчкој савезној држави Тексас. По попису становништва из 2010. у њему је живело 2.463 становника.

## Демографија
Према попису становништва из 2010. у граду је живело 2.463 становника, што је 1.313 (114,2%) становника више него 2000. године.
| Група             | 2000.         | 2010.         |
| Белци             | 1.100 (95,7%) | 2.152 (87,4%) |
| Афроамериканци    | 17 (1,5%)     | 79 (3,2%)     |
| Азијати           | 6 (0,5%)      | 12 (0,5%)     |
| Хиспаноамериканци | 15 (1,3%)     | 182 (7,4%)    |
| Укупно            | 1.150         | 2.463         |